# Mariano Moreno

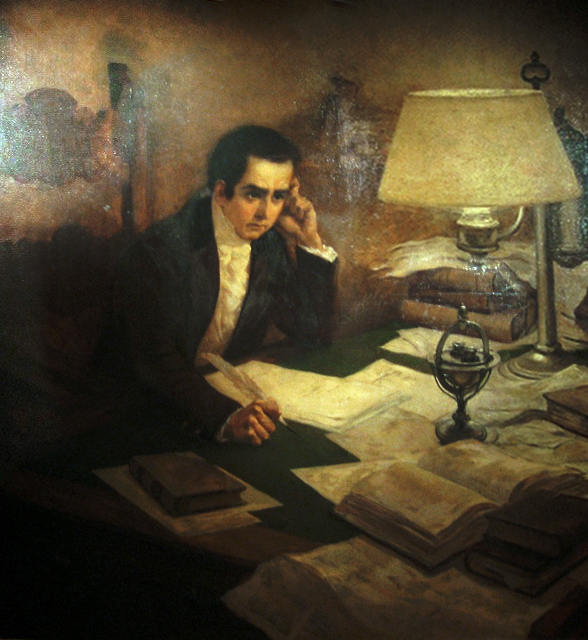
Mariano Moreno

Mariano Moreno (ur. 1778, zm. 1811) – przywódca argentyńskiego ruchu niepodległościowego. Od 1810 członek junty patriotycznej, pierwszego niezależnego rządu argentyńskiego. Jako zwolennik radykalnych reform i całkowitego oderwania się od Hiszpanii znalazł się w mniejszości. Zmuszony do rezygnacji, przeszedł do służby dyplomatycznej.